# Aurora Mikalsen
Aurora Mikalsen, née le 21 mars 1996 à Kristiansund, est une footballeuse internationale norvégienne, qui joue au poste de gardienne de but au FC Cologne.

## Biographie

### En club
Elle a précédemment joué en Angleterre avec les clubs de Manchester United et de Tottenham Hotspur en FA Women's Super League.

### En sélection
Elle a représenté l'équipe nationale de Norvège à plusieurs niveaux de jeunes et a reçu sa première convocation senior en février 2018.
Le 16 février 2022, Mikalsen fait sa première apparition en équipe de Norvège lors d'un match contre le Portugal (0-2).
Elle est sélectionnée dans le groupe des 23 joueuses de l'équipe de la Norvège en tant que gardienne remplaçante pour la Coupe du monde féminine de 2023.

## Palmarès
- Vainqueur de l'Algarve Cup : 2019[3]